# Karamarko
Karamarko je hrvatsko prezime koje potječe iz zadarskog zaleđa, točnije iz Kruševa i nekim dijelom iz Obrovca.
U prošlih sto godina rođeno ih je razmjerno najviše u Kruševu kraj Obrovca, gdje se svaki deseti stanovnik prezivao Karamarko. U Hrvatskoj danas živi 476 osoba s prezimenom Karamarko u oko stopedeset domaćinstava. Sredinom prošlog stoljeća bilo ih je približno dvjesto, pa se njihov broj do danas gotovo udvostručio.
Prezime Karamarko najraširenije je u zadarskom zaleđu, ali i u Zadru, na Kvarneru i u Zagrebu.

## Poznate osobe prezimenom Karamarko
- Tomislav Karamarko, povjesničar i državnik, bivši potpredsjednik Vlade RH, predsjednik HDZ-a i ministar unutarnjih poslova RH